# Hôtel Tubeuf (rue des Petits-Champs)
L'hôtel Tubeuf, appelé aussi palais Mazarin ou hôtel de la Compagnie des Indes, est un hôtel particulier du 2e arrondissement de Paris dont la construction commence en 1635. Les façades, toitures et certains éléments architecturaux intérieurs, comme l'escalier du département des Estampes de la Bibliothèque nationale de France, font l’objet d’une inscription au titre des monuments historiques depuis le 29 décembre 1983. D'autres éléments, comme la chambre de Mazarin, sont classés à la même date. Cet édifice hébergeait la Compagnie des Indes orientales au XVIIIe siècle.

## Histoire

### L'hôtel de Chevry
Bâti en 1635 à l'angle des rues Vivienne et des Petits-Champs, sur une parcelle du fief de la Grange-Batelière, l'hôtel Tubeuf constitue la partie la plus ancienne du site Richelieu de la Bibliothèque nationale de France. Son commanditaire est Charles Duret de Chevry, un riche financier proche de Sully puis de Richelieu, président à la Chambre des comptes et intendant des Finances. La construction et probablement la conception de l'hôtel ont été confiées à l'architecte Jean Thiriot.
En 1641, l'hôtel devient la propriété de Jacques Tubeuf, nommé la même année à la charge d’intendant et contrôleur général des finances. Il achète en 1642 le terrain jouxtant la demeure et se fait bâtir trois petits hôtels entre cours et jardins, sur les plans de Pierre le Muet, architecte du Roi. Dès 1643, Tubeuf s'installe dans ces petits hôtels et loue sa demeure à l'homme fort du royaume : le cardinal Mazarin. Ce dernier y loge ses collections, déjà opulentes, et sa bibliothèque naissante. Mais il réside peu dans l'hôtel qu'il utilise avant tout telle une retraite où "il était parfois bien aise de se reposer" et où il installe par la suite ses neveux et nièces, dont la célèbre Hortense Mancini. Le ministre entreprend de grands travaux d'agrandissements et se constitue un véritable palais, mais l'hôtel Tubeuf est conservé en l'état, hormis quelques aménagements intérieurs.  En 1649, Mazarin en fait l'acquisition et l'hôtel connait sa plus glorieuse période en devenant la partie principale, avec les extensions de Mansart et de Le Muet, du palais Mazarin.

### L'héritage de Mazarin

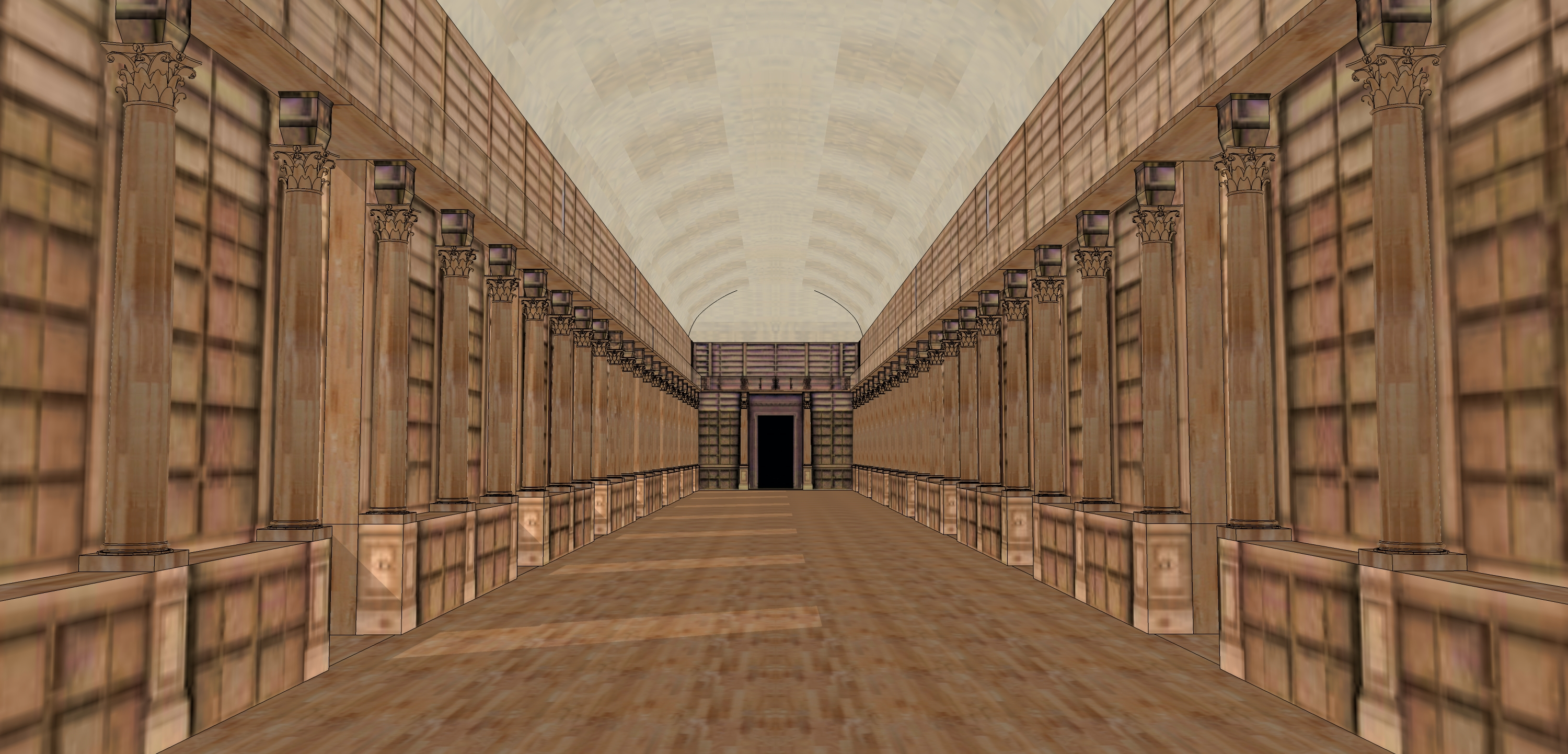
Schéma de la bibliothèque de Mazarin à l'Hôtel Tubeuf.

À la mort du cardinal en 1661, le palais est partagé entre son neveu Philippe Mancini et sa nièce Hortense Mancini, mariée au duc Armand-Charles de La Porte de La Meilleraye. Hortense et son époux, portant désormais le titre de duc de Mazarin, héritent de l'hôtel Tubeuf, de l'aile Mansart qui abritait les galeries d’œuvres d'art du cardinal, et de deux autres petits hôtels attenants rue des Petits-Champs. 
En 1719, le fils de Philippe Mancini vend son bien à John Law, lequel souhaite y installer la banque royale. Cet achat est suivi en 1720 par celui du lot d'Hortense Mancini pour y installer la Compagnie des Indes. John Law reconstitue ainsi, pour un temps, l'unité du palais. La banqueroute du système de Law en juillet 1720 vient rapidement mettre fin à cette réunification. La Couronne récupère l'ensemble des bâtiments et leur donne une nouvelle affectation. L'hôtel Tubeuf et ses dépendances restent affectés à la Compagnie des Indes, la galerie Mansart échoit à la Bourse, la galerie Mazarine, l'hôtel de Nevers et ses dépendances sont assignés à la Bibliothèque royale.

### L'intégration à la Bibliothèque nationale de France
L'hôtel est devenu un espace administratif, avec des bureaux et des magasins. La Compagnie française des Indes orientales occupe les lieux jusqu'en 1769, puis le Trésor y est installé. Le bâtiment n'est intégré à la Bibliothèque royale qu'en 1826, lorsque les Finances déménagent. Les premiers travaux de restauration n'interviennent qu'avec la nomination d'Henri Labrouste à la charge d'architecte de la Bibliothèque impériale. 
À partir de 1882, l'administration de la Bibliothèque nationale décide d'installer les collections géographiques au premier étage de l'hôtel que venait de libérer le département des Manuscrits, tandis que la partie occidentale était affectée au département des Estampes. Des travaux de modernisation et de réaménagement sont engagés à la fin des années 1930, mais ne peuvent être achevés qu'après la fin de la Seconde Guerre mondiale.
Au début du XXIe siècle, une nouvelle réhabilitation de l'hôtel est nécessaire et prend place dans le vaste chantier de rénovation du site Richelieu.

## Architecture

### L'hôtel sous l'ancien Régime

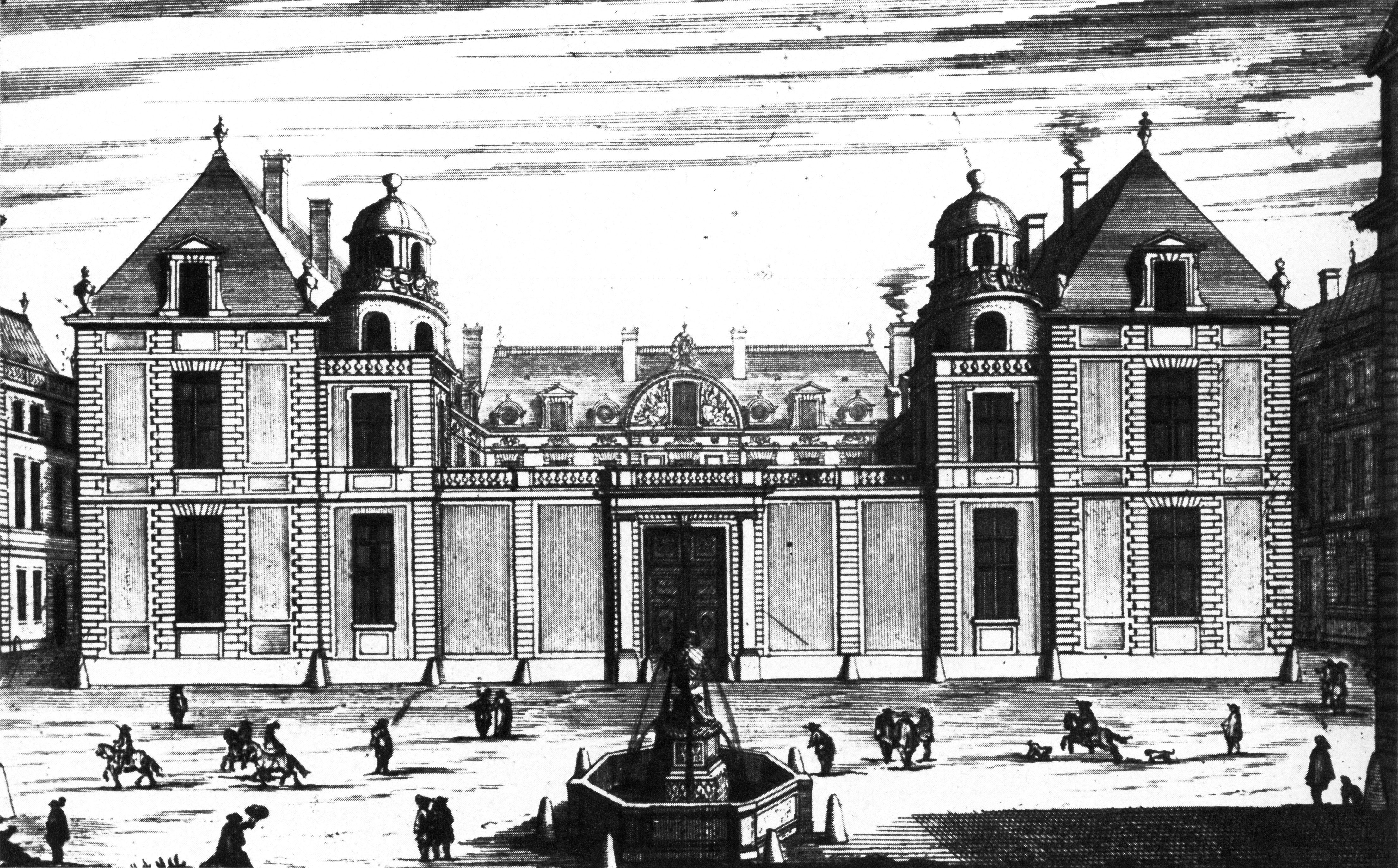
Façade sur rue de l'hôtel Tubeuf, partie du palais Mazarin, gravure de Jean Marot (avant 1679).

Suivant l'usage médiéval parisien, l'hôtel s'élève en 1635 entre cour et jardin, avec un corps de logis flanqué de deux pavillons sur la cour, prolongés de deux ailes basses réunies par un mur sur la rue. Côté jardin, deux pavillons latéraux abritant des cabinets et un avant-corps central pour le grand escalier, rythment la façade. Chaque corps de bâtiment a son propre comble d'ardoises. Les deux niveaux abritent deux appartements séparés du commun : les écuries à gauche, les cuisines à droite. Les façades de briques et de pierres à la mode rustique s'inscrit dans le style Louis XIII. Son commanditaire, Charles Duret de Chevry fait rapidement modifier les ailes, qui reçoivent un étage et sont complétées à leurs extrémités par deux petits pavillons carrés coiffés de petits dômes sur tambour circulaires.
Locataire de l'hôtel en 1643, Mazarin fait édifier dès 1644 deux galeries au nord de l'hôtel par Mansart, conservées aujourd'hui, qui constituent le cœur du palais cardinalice. Puis, en 1646, Le Muet initie la grande aile de 144m de long à l'ouest de la propriété, prévue pour accueillir les écuries au rez-de-chaussée et la bibliothèque du cardinal à l'étage. Achevée en 1648, elle est complétée d'une aile de traverse qui la relie aux galeries de Mansart et à l'hôtel Tubeuf. Ce premier ensemble constitue le palais Mazarin, que le cardinal n'acquiert définitivement qu'en 1649.
Le palais Mazarin, au sein duquel s'intègre l'hôtel Tubeuf, ne connait pas de grande modification durant les décennies qui suivent. Il n'en demeure pas moins un lieu réputé, notamment pour ses plafonds peints par Romanelli et Grimaldi, et les collections somptueuses constituées par le cardinal. C'est là que fut logé le Bernin lorsqu'il vint à Paris pour étudier le projet d’édification de la façade est du Louvre en 1665. 
Après le rachat de l'hôtel en 1720 par John Law qui y installe la Compagnie des Indes, l'hôtel devient un espace administratif, avec des bureaux et des magasins. Le banquier confie à Armand-Claude Mollet le soin d’ajouter une aile dans le prolongement de la galerie Mazarine, qui sera remplacée par l’aile Robert de Cotte. Côté Tubeuf, on lui doit le nouveau portail de la cour à double colonnes doriques engagées, toujours en place aujourd’hui.

### L'hôtel à l'époque contemporaine

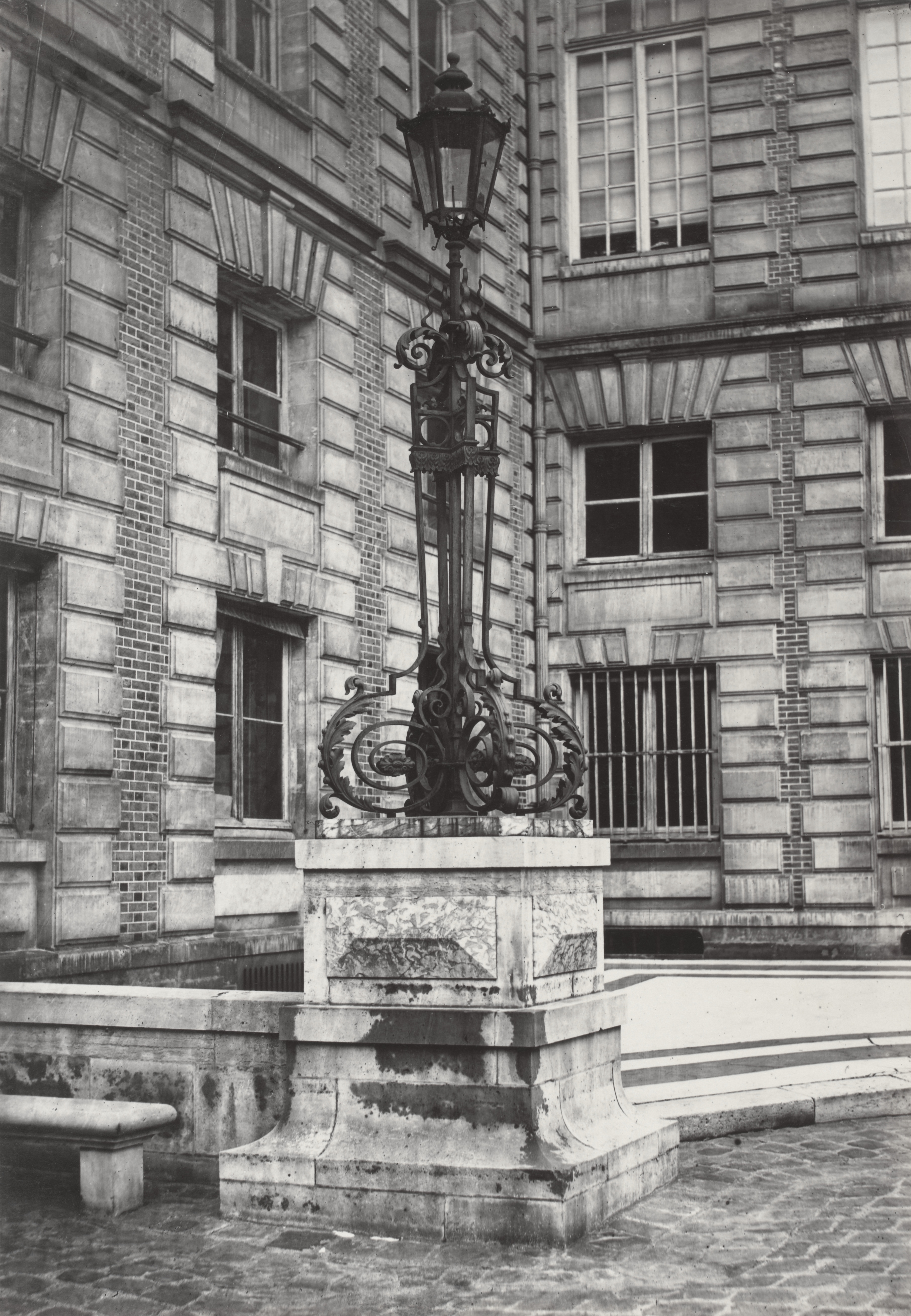
Réverbère de la cour Tubeuf, dessiné par Labrouste.

Pendant plus d'un siècle, l'hôtel ne connait pas d'intervention architecturale significative. Devenu peu à peu vétuste, sa restauration n'est engagée qu'au milieu du XIXe siècle par Henri Labrouste. Persuadé que l'hôtel est l’œuvre de Le Muet, Labrouste s'inspire de ses travaux pour restaurer l'édifice entre 1857 et 1859. Labrouste y installe des salles de cours et l’administration, restaure les façades et modifie quelques éléments de décors. Il aménage le trottoir de l’hémicycle de la cour, et en dessine notamment les réverbères. Sa plus grande intervention consiste à remplacer le mur sur rue par des grilles, ne conservant que le porche que Law avait fait refaire par Mollet au début du XVIIIe siècle. Cette démarche s’inscrit dans le projet inabouti de créer une place entre la bibliothèque et le Palais royal, en supprimant l’îlot qui les sépare encore aujourd’hui. En revanche, les petits hôtels particuliers attenants sont détruits et laissent place à l'aile des Petits-Champs et à sa rotonde emblématique, aujourd'hui occupées par la bibliothèque de l’École nationale des Chartes.
Les collections géographiques sont installées au premier étage de l'hôtel que venait de libérer le département des Manuscrits en 1882, tandis qu'au rez-de-chaussée prenait place l'atelier de reliure. La salle de lecture est installée dans le corps central, mais la partie occidentale étant affectée au département des Estampes, les collections géographiques demeurent à l'étroit et éloignées de leur espace de consultation. Durant l'entre-deux-guerres, une solution d'ensemble se dessine sous l'impulsion de Julien Cain et de l'architecte Roux-Spitz. La restructuration complète de l'hôtel Tubeuf est entreprise en ne conservant que les éléments de façade du corps central et de l'aile occidentale, tandis que l'aile orientale dévolue à des logements de fonction ne connait pas de transformation significative, tant à l'intérieur comme à l'extérieur.
Les travaux entrepris avant la guerre sont interrompus en 1941. Durant la période d'occupation, la partie centrale a l'allure d'une coque vide avec l'étaiement spectaculaire des baies et des façades. À la Libération, de longs travaux reprennent par l'excavation de quatre niveaux de sous-sols, à quatorze mètres au-dessous du niveau des cours. Il faut attendre le 11 juin 1954 pour inaugurer les nouvelles installations du département des cartes et plans largement réorganisées par Myriem Foncin,  Conservatrice en chef du Département des cartes et plans et du département des estampes et de la photographie qui s'inscrivent dans le vaste programme de renouveau du quadrilatère arrêté par Julien Cain en 1934.